# Тодоров, Найден
Найден Тодоров (род. 8 апреля 1974, Пловдив) — болгарский дирижёр.
Окончил музыкальное училище имени Добрина Петкова в Пловдиве, учился игре на трубе и фортепиано. В 1990 г. основал и возглавил Пловдивский молодёжный оркестр. В 1993—1996 гг. учился в Венском университете музыки у Уроша Лайовича и Карла Эстеррайхера, затем в 1997—1998 гг. в Израиле у Менди Родана. В 1998 г. выиграл конкурс на должность постоянного дирижёра Симфонического оркестра Северного Израиля (Хайфа). В 2000 г. вернулся в Болгарию, работал в оперных театрах Пловдива и Бургаса. В 2005—2017 гг. главный дирижёр оперы и оркестра в Русе. С 2004 г. постоянный приглашённый дирижёр Софийского филармонического оркестра.
Осуществил около 130 записей (среди прочего — все симфонии Луи Гласса, полная запись музыки балета Л. Минкуса «Дон Кихот»). Лауреат ряда национальных премий, в 2013 г. голосованием слушателей Болгарского национального радио назван Музыкантом года.

## Награды
- Великий офицер ордена «За заслуги перед культурой»[рум.] в категории F «Продвижение Культуры» (29 ноября 2024 года, Румыния)[1]